# Bollmanella bella
Bollmanella bella är en mångfotingart som beskrevs av Shear 1974. Bollmanella bella ingår i släktet Bollmanella och familjen Conotylidae. Inga underarter finns listade i Catalogue of Life.